# Don-Kaulbarsch

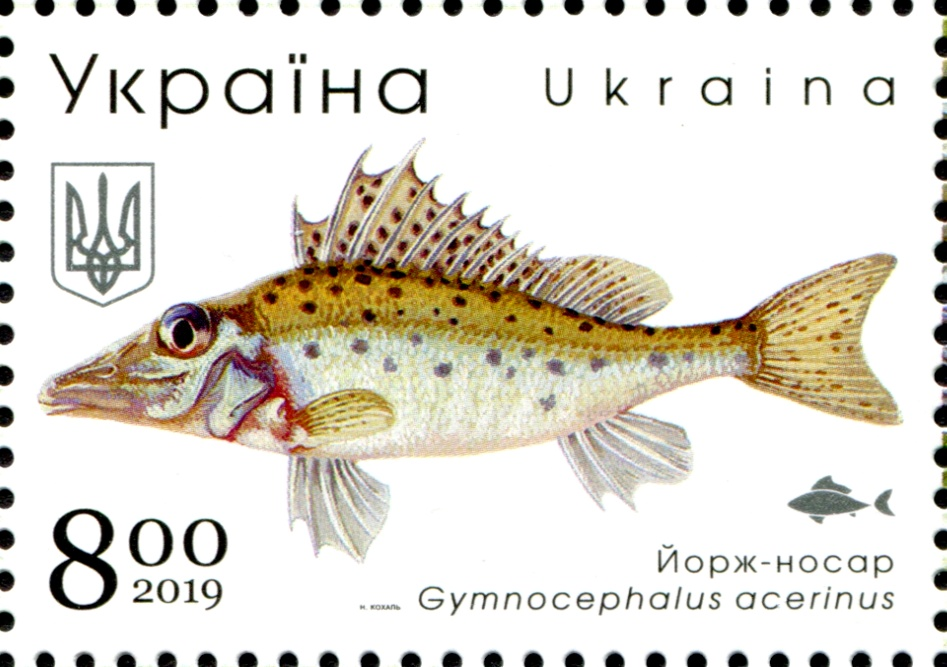
Don-Kaulbarsch auf einer ukrainischen Briefmarke

Der Don-Kaulbarsch (Gymnocephalus acerina) ist ein Echter Knochenfisch aus der Familie der Echten Barsche.

## Merkmale
Der Don-Kaulbarsch ist weniger hochrückig als die Arten des (traditionellen) Untergattung Acerina (mit Gymnocephalus (Acerina) cernua und Gymnocephalus (Acerina) baloni). Er hat kleinere Schuppen und mehr Dorsalis-Stacheln. Er wird 25 cm lang und ist silbrig gelbgrau, mit unregelmäßig verteilten runden dunklen Flecken unterschiedlicher Größe. D1 mit 17–19 Stacheln und drei Reihen schwarzer Flecken. D2 I/13–15, A II/7–8. Diese Flossen und die Schwanzflosse sind kaum punktiert. 50–54 Seitenlinienschuppen und dazu noch 4–5 undurchbohrte auf dem schlanken Schwanzflossen-Stiel.

## Vorkommen
Die Heimat des Don-Kaulbarsches (russ. носарь oder бирючок) beschränkt sich auf die ins Schwarze Meer mündenden Flüsse Don, Dnepr, Dnjestr, Südlicher Bug und Kuban – also auf ukrainische und moldawische Flüsse, nur im Dnjepr und dessen Nebenfluss Prypjat erreicht er auch Belarus. Verirrte Exemplare können z. B. im Donaudelta auftauchen. Er ist nirgends häufig und hat keine wirtschaftliche Bedeutung. Die aus vergangenen Tagen stammende Kunde, dass er sehr wohlschmeckend sei, ist aber in der ukrainischen Bevölkerung noch durchaus lebendig.

## Lebensweise
Obwohl dieser Barsch auch in Stillwasser und Seen vorkommt, bevorzugt er doch sandige Strecken größerer Flüsse, auch mit stärkerer Strömung (er kommt aber auch über Schotter vor) und lebt gesellig von Benthos (Insektenlarven, Krebsen, Würmern, Mollusken, kaum von Fischen). Er ist dämmerungs- und auch tagaktiv. Im Herbst zieht er sich in größeren Schwärmen in tieferes Wasser zurück und überdauert hier inaktiv den Winter. Er macht keine Laich-Wanderung, sondern laicht ab einer Größe von ca. 13 cm (also im Alter von 2 oder 3 Jahren) im Frühjahr im Schwarm in der Strömung über Sand oder Schotter, wo die absinkenden Eier festkleben. Bei 14° dauert die Eientwicklung zehn Tage, aber die dann ca. 4,5 mm langen Larven bleiben noch bis zum Aufbrauch des Dotters inaktiv.

## Systematik
Der Don-Kaulbarsch unterscheidet sich deutlicher von anderen Arten der Gattung Gymnocephalus als diese untereinander, so dass er nach Holčík und Hensel (1974) zusammen mit dem Schrätzer (Gymnocephalus schraetser) die Untergattung Gymnocephalus repräsentierte, die der Untergattung Acerina gegenübergestellt wurde – aber jüngste genetische Untersuchungen stützen die zwei morphologischen Subgenera nicht, so dass ihre Existenz derzeit unklar ist.